# Le Mans 24-timmars 1991
Le Mans 24-timmars 1991 vanns av Mazda med Johnny Herbert, Volker Weidler och Bertrand Gachot som förare.

## Resultat
| Plats | Förare                                                  | Märke    | Varv |
| ----- | ------------------------------------------------------- | -------- | ---- |
| 1     | Johnny Herbert Volker Weidler Bertrand Gachot           | Mazda    | 362  |
| 2     | Davy Jones Raul Boesel Michel Ferté                     | Jaguar   | 360  |
| 3     | Bob Wollek Teo Fabi Kenny Acheson                       | Jaguar   | 358  |
| 4     | John Nielsen Derek Warwick Andy Wallace                 | Jaguar   | 356  |
| 5     | Karl Wendlinger Michael Schumacher Fritz Kreutzpointner | Mercedes | 355  |
| 6     | Maurizio Sandro Sala Stefan Johansson Dave Kennedy      | Mazda    | 355  |
| 7     | Hans-Joachim Stuck Derek Bell Frank Jelinski            | Porsche  | 347  |
| 8     | Pierre Dieudonné Takashi Yorino Yojiro Terada           | Mazda    | 346  |
| 9     | Manuel Reuter Harri Toivonen JJ Lehto                   | Porsche  | 343  |
| 10    | Oscar Larrauri Jesús Parera Walter Brun                 | Porsche  | 338  |

### Klassvinnare
| Klass | Vinnare                                         | Märke |
| ----- | ----------------------------------------------- | ----- |
| C1    | Kiyoshi Misaki Hisashi Yokoshima Naoki Nagasaka | Spice |
| C2    | Johnny Herbert Volker Weidler Bertrand Gachot   | Mazda |